# Сухеднюв (гмина)
Сухеднюв (пол. Suchedniów) — городско-сельская гмина (волость) в Польше, входит как административная единица в Скаржиский повет, Свентокшиское воеводство. Население — 10 904 человека (на 2006 год).

## Демография
| Перепись                       | Всего   | Всего | Женщины | Женщины | Мужчины | Мужчины |
| ------------------------------ | ------- | ----- | ------- | ------- | ------- | ------- |
| Единицы                        | человек | %     | человек | %       | человек | %       |
| Население                      | 11 015  | 100   | 5644    | 51,2    | 5371    | 48,8    |
| Плотность населения (чел./км²) | 146,9   | 146,9 | 75,3    | 75,3    | 71,7    | 71,7    |

## Соседние гмины
1. Гмина Ближын
2. Гмина Бодзентын
3. Гмина Лончна
4. Скаржиско-Каменна
5. Гмина Вонхоцк